# Allison Mack
Allison Mack (Preetz, Nyugat-Németország, 1982. július 29. –) amerikai színésznő. 
Legismertebb szerepe Chloe Sullivan a Smallville című sorozatban.

## Élete és pályafutása
Szüleivel kétéves korában Dél-Kaliforniába költözött. Négyéves korától szerepelt tévéreklámokban. Hétéves volt, amikor beiratkozott a The Young Actors Space színésziskolába, Los Angelesben. Mellékszereplőként közreműködött a "Hetedik mennyország", valamint a "Providence" című sorozatokban, az áttörést a rövidéletű "Kate Brasher" című sorozat jelentette. Szerepelt mozi- ("Drágám, most mi mentünk össze!") és tévéfilmekben ("The opposite Sex", "My Horrible Year").
Egy alkalommal a Warner Brothers Kids csatornán, a "The Nightmare Room" című műsorban is szerepelt, Smallville-béli színésztársa, Sam Jones III oldalán.

### NXIVM-botrány és letartóztatás
Allison Mack egy NXIVM (ejtsd: nexium) nevű, szexrabszolgasággal és más, súlyos visszaélésekkel vádolt szekta vezetőjének, Keith Raniere-nek a jobbkeze volt. A beszámolók szerint Mack a szervezet fő beszervezőjeként tevékenykedett és éveken keresztül rengeteg nőt csábított az NXIVM-be, hogy aztán részt vegyen a szexrabszolgává nevelésükben. A színésznőt az FBI 2018. április 20-án letartóztatta, 5 millió dolláros óvadék ellenében szabadlábon védekezhetett. Mack végül 2021-ben három év börtönbüntetést kapott, a kiszabható 14 év helyett, mert a bíró figyelembe vette, hogy a szektavezér ellen vallott és őszinte megbánást tanúsított. 2021 szeptemberében kell megkezdenie a börtönbüntetést.

## Filmográfia

### Film
- The Ant Bully (2006)
- Segítség, válnak a szüleim! (A legszörnyűbb évem) (2001)
- Drágám, most mi mentünk össze (1997)
- Próbaidős angyalka (1996)
- Rózsarománc (1996)
- Elfojtott emlékek (1996)
- Dad, the Angel & Me
- No Dessert, Dad, Til You Mow the Lawn (1994)
- Camp Nowhere (1994)
- Kiáltás az igazságért (1993)
- Night Eyes Three (1993)
- A Message from Holly (1992)
- Magánügy (1992)
- Living a Lie (1991)
- Tökéletes menyasszony (1991)
- Elcserélt életek (1991)
- Eltűnt egy kisfiú (1989)
- Rendőrakadémia 6. – Az ostromlott város (1989)

### Televízió
- Smallville (2001 – 2011)
- Opposite Sex (2000)
- Hiller and Diller(1997)